# Crevans-et-la-Chapelle-lès-Granges
Pour les articles homonymes, voir La Chapelle.
Crevans-et-la-Chapelle-lès-Granges est une commune française située dans le département de la Haute-Saône, la région culturelle et historique de Franche-Comté et la région administrative Bourgogne-Franche-Comté.

## Géographie
Le territoire communal repose sur le bassin houiller keupérien de Haute-Saône, il fait partie de la concession de Corcelles exploitée de 1589 à 1922 mais aussi de celle de Gémonval exploitée de 1826 à 1944.

### Climat
Pour des articles plus généraux, voir Climat de la Bourgogne-Franche-Comté et Climat de la Haute-Saône.
En 2010, le climat de la commune est de type climat de montagne, selon une étude du Centre national de la recherche scientifique s'appuyant sur une série de données couvrant la période 1971-2000. En 2020, Météo-France publie une typologie des climats de la France métropolitaine dans laquelle la commune est exposée à un climat semi-continental et est dans la région climatique  Lorraine, plateau de Langres, Morvan, caractérisée par un hiver rude (1,5 °C), des vents modérés et des brouillards fréquents en automne et hiver. 
Pour la période 1971-2000, la température annuelle moyenne est de 10 °C, avec une amplitude thermique annuelle de 17,3 °C. Le cumul annuel moyen de précipitations est de 1 279 mm, avec 12,7 jours de précipitations en janvier et 10,4 jours en juillet. Pour la période 1991-2020, la température moyenne annuelle observée sur la station météorologique de Météo-France la plus proche, « Medière », sur la commune de Médière à 11 km à vol d'oiseau, est de 11,5 °C et le cumul annuel moyen de précipitations est de 1 105,2 mm. 
La température maximale relevée sur cette station est de 40,2 °C, atteinte le 24 juillet 2019 ; la température minimale est de −17 °C, atteinte le 5 février 2012,,. 
Les paramètres climatiques de la commune ont été estimés pour le milieu du siècle (2041-2070) selon différents scénarios d'émission de gaz à effet de serre à partir des nouvelles projections climatiques de référence DRIAS-2020. Ils sont consultables sur un site dédié publié par Météo-France en novembre 2022.

## Urbanisme

### Typologie
Au 1er janvier 2024, Crevans-et-la-Chapelle-lès-Granges est catégorisée commune rurale à habitat dispersé, selon la nouvelle grille communale de densité à sept niveaux définie par l'Insee en 2022.
Elle est située hors unité urbaine. Par ailleurs la commune fait partie de l'aire d'attraction de Montbéliard, dont elle est une commune de la couronne,. Cette aire, qui regroupe 137 communes, est catégorisée dans les aires de 50 000 à moins de 200 000 habitants,.

### Occupation des sols
L'occupation des sols de la commune, telle qu'elle ressort de la base de données européenne d’occupation biophysique des sols Corine Land Cover (CLC), est marquée par l'importance des territoires agricoles (86,2 % en 2018), en diminution par rapport à 1990 (93,7 %). La répartition détaillée en 2018 est la suivante : 
prairies (53,8 %), terres arables (17,5 %), zones agricoles hétérogènes (14,9 %), forêts (7,3 %), zones urbanisées (6,5 %). L'évolution de l’occupation des sols de la commune et de ses infrastructures peut être observée sur les différentes représentations cartographiques du territoire : la carte de Cassini (XVIIIe siècle), la carte d'état-major (1820-1866) et les cartes ou photos aériennes de l'IGN pour la période actuelle (1950 à aujourd'hui).

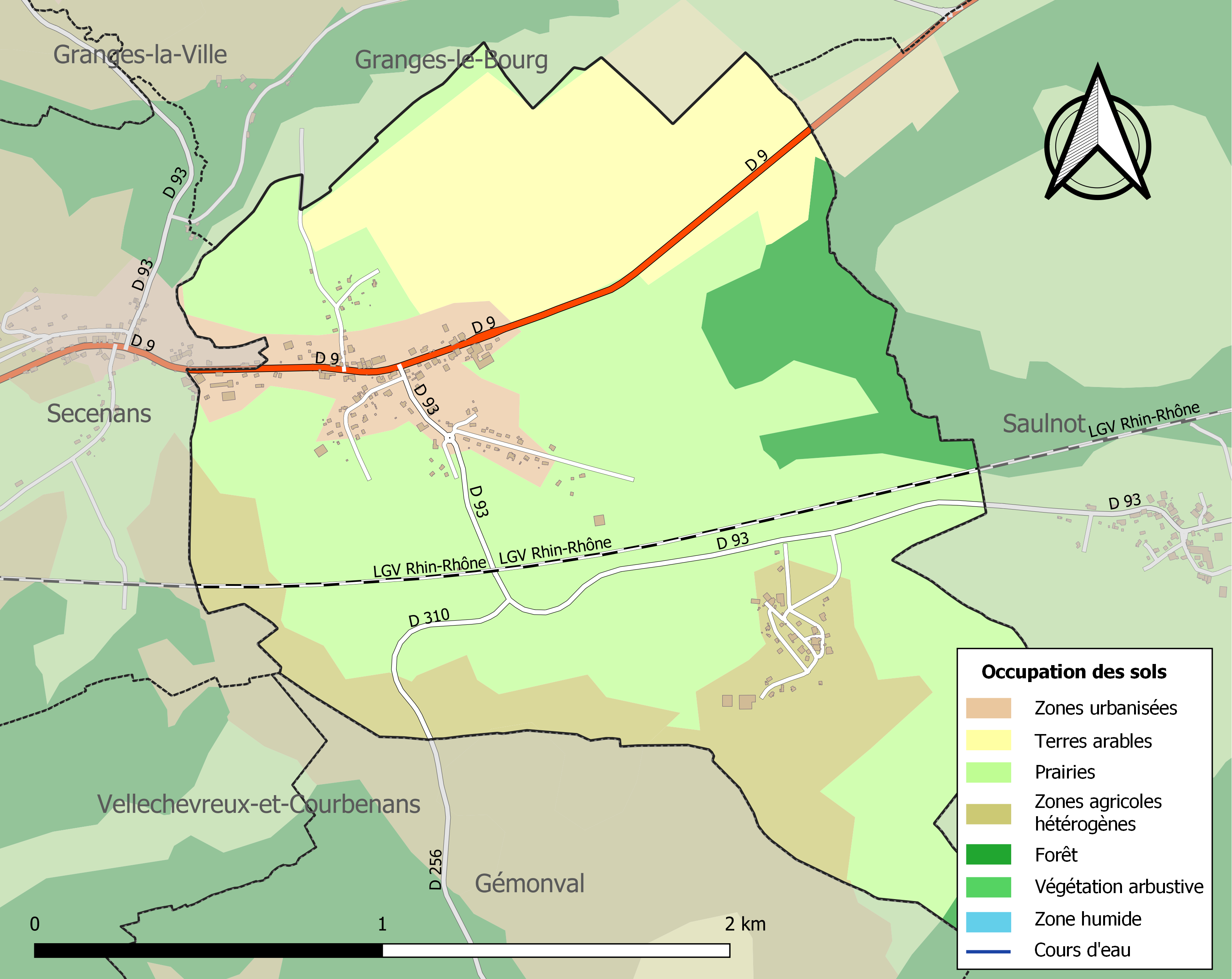
Carte des infrastructures et de l'occupation des sols de la commune en 2018 (CLC).

## Histoire
La commune de Granges-le-Bourg a été unie en 1807 avec La Chapelle-lès-Granges, Granges-la-Ville, Mignafans, Mignavillers et Secenans. En 1832, Crevans et Secenans sont séparées de Granges-le-Bourg et deviennent des communes.
Crevans reçoit en 1853 de Granges-le-Bourg le hameau de La Chapelle-lès-Granges et devient Crevans-et-la-Chapelle-lès-Granges.

## Politique et administration

Carte départementale représentant en rouge la communauté de communes du Pays de Villersexel.

### Rattachements administratifs et électoraux
La commune fait partie de l'arrondissement de Vesoul du département de la Haute-Saône, en région Bourgogne-Franche-Comté. Pour l'élection des députés, elle dépend de la deuxième circonscription de la Haute-Saône.
Elle fait partie depuis 1801 du canton de Villersexel. Dans le cadre du redécoupage cantonal de 2014 en France, le canton s'est agrandi, passant de 32 à 47 communes.

### Intercommunalité
La commune est membre de la communauté de communes du Pays de Villersexel, créée en le 31 décembre 1999.

### Liste des maires

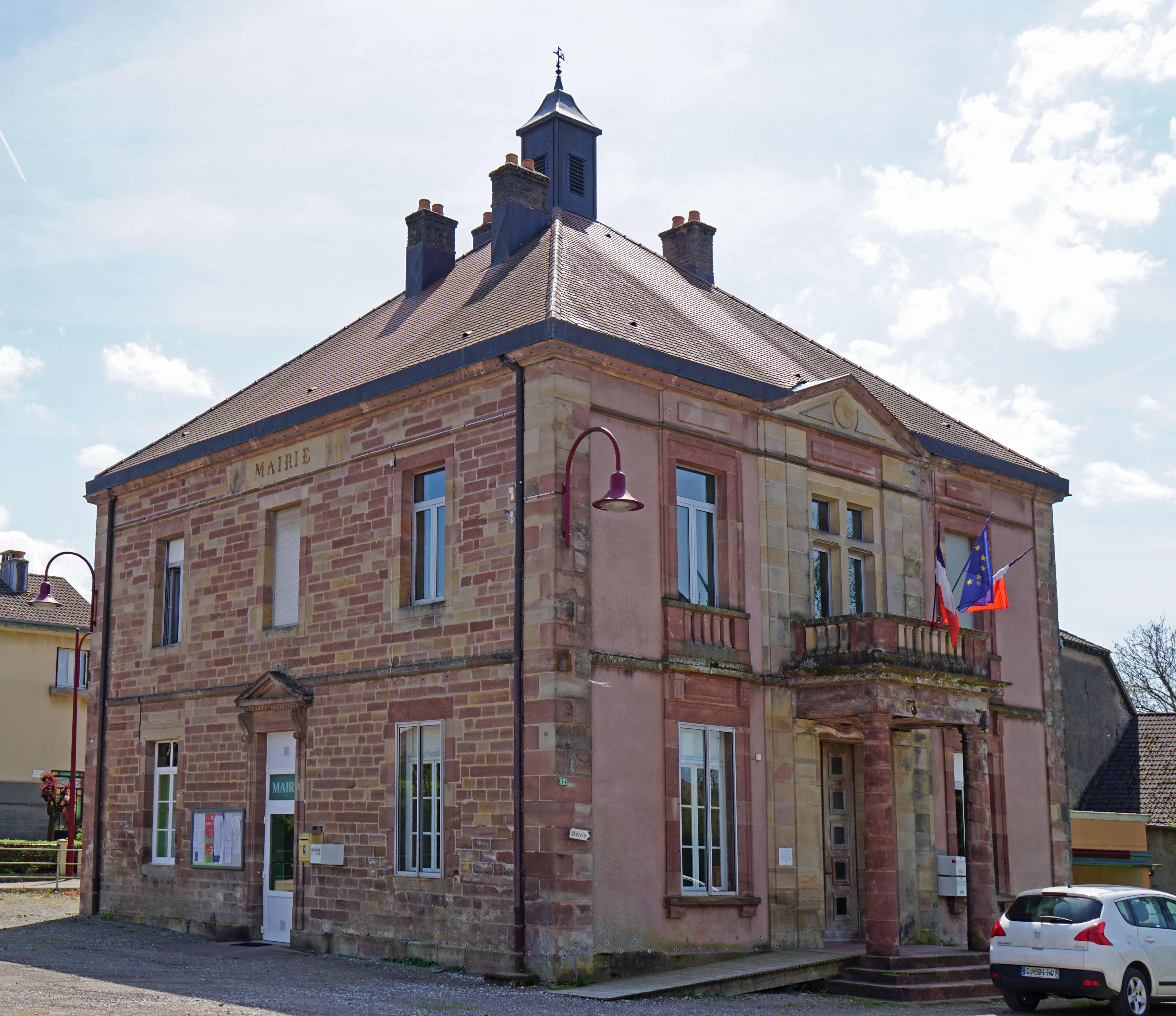
La mairie.

| Période                                  | Période                      | Identité          | Étiquette | Qualité                  |
| ---------------------------------------- | ---------------------------- | ----------------- | --------- | ------------------------ |
| Les données manquantes sont à compléter. |                              |                   |           |                          |
| 1965                                     | après 1988                   | Émile Henriot     |           |                          |
| Les données manquantes sont à compléter. |                              |                   |           |                          |
| mars 2001                                | mars 2008                    | François Oudot    |           |                          |
| mars 2008                                | mars 2014                    | Jean-Pierre Morel |           | Retraité des Ets Peugeot |
| mars 2014,                               | juillet 2020                 | Michel Boyer      |           | retraité de GrDF         |
| juillet 2020                             | En cours (au 7 juillet 2020) | Stéphane Bartolo  |           |                          |

## Population et société

### Démographie
L'évolution du nombre d'habitants est connue à travers les recensements de la population effectués dans la commune depuis 1793. Pour les communes de moins de 10 000 habitants, une enquête de recensement portant sur toute la population est réalisée tous les cinq ans, les populations de référence des années intermédiaires étant quant à elles estimées par interpolation ou extrapolation. Pour la commune, le premier recensement exhaustif entrant dans le cadre du nouveau dispositif a été réalisé en 2006.

En 2022, la commune comptait 250 habitants, en évolution de −5,3 % par rapport à 2016 (Haute-Saône : −1,4 %, France hors Mayotte : +2,11 %).
| 1793 | 1800 | 1806 | 1831 | 1836 | 1841 | 1846 | 1851 | 1856 |
| ---- | ---- | ---- | ---- | ---- | ---- | ---- | ---- | ---- |
| 220  | 233  | 134  | 306  | 322  | 306  | 303  | 300  | 313  |

| 1861 | 1866 | 1872 | 1876 | 1881 | 1886 | 1891 | 1896 | 1901 |
| ---- | ---- | ---- | ---- | ---- | ---- | ---- | ---- | ---- |
| 315  | 317  | 306  | 305  | 279  | 280  | 281  | 257  | 223  |

| 1906 | 1911 | 1921 | 1926 | 1931 | 1936 | 1946 | 1954 | 1962 |
| ---- | ---- | ---- | ---- | ---- | ---- | ---- | ---- | ---- |
| 243  | 244  | 243  | 213  | 212  | 163  | 120  | 147  | 163  |

| 1968 | 1975 | 1982 | 1990 | 1999 | 2006 | 2011 | 2016 | 2021 |
| ---- | ---- | ---- | ---- | ---- | ---- | ---- | ---- | ---- |
| 165  | 163  | 214  | 257  | 236  | 279  | 248  | 264  | 254  |

| 2022 | - | - | - | - | - | - | - | - |
| ---- | - | - | - | - | - | - | - | - |
| 250  | - | - | - | - | - | - | - | - |

### Services publics locaux
Les enfants étant désormais scolarisés à l'école publique de à Saulnot, l'ancienne mairie-école reconstruite après la Seconde Guerre mondiale a été restructurée en 2016, et les locaux administratifs déplacés au rez-de-chaussée, les rendant ainsi accessibles aux personnes à mobilité restreinte,.

## Culture locale et patrimoine

### Lieux et monuments
- La fontaine circulaire édifiée en 1861 sur les plans de Félix-Hercule Grandmougin, architecte de la ville de Luxeuil, dont le puisard et l’abreuvoir sont reliés entre eux par des canaux permettant la circulation de l’eau[26].
- La Vierge, de Georges Oudot, dont le père Louis était originaire de Crevans. Créée en 1952 en remplacement d'une ancienne vierge détruite lors d'un accident de la circulation, elle ne plut pas et dut attendre 1971 pour être érigée sur la place du village[16].

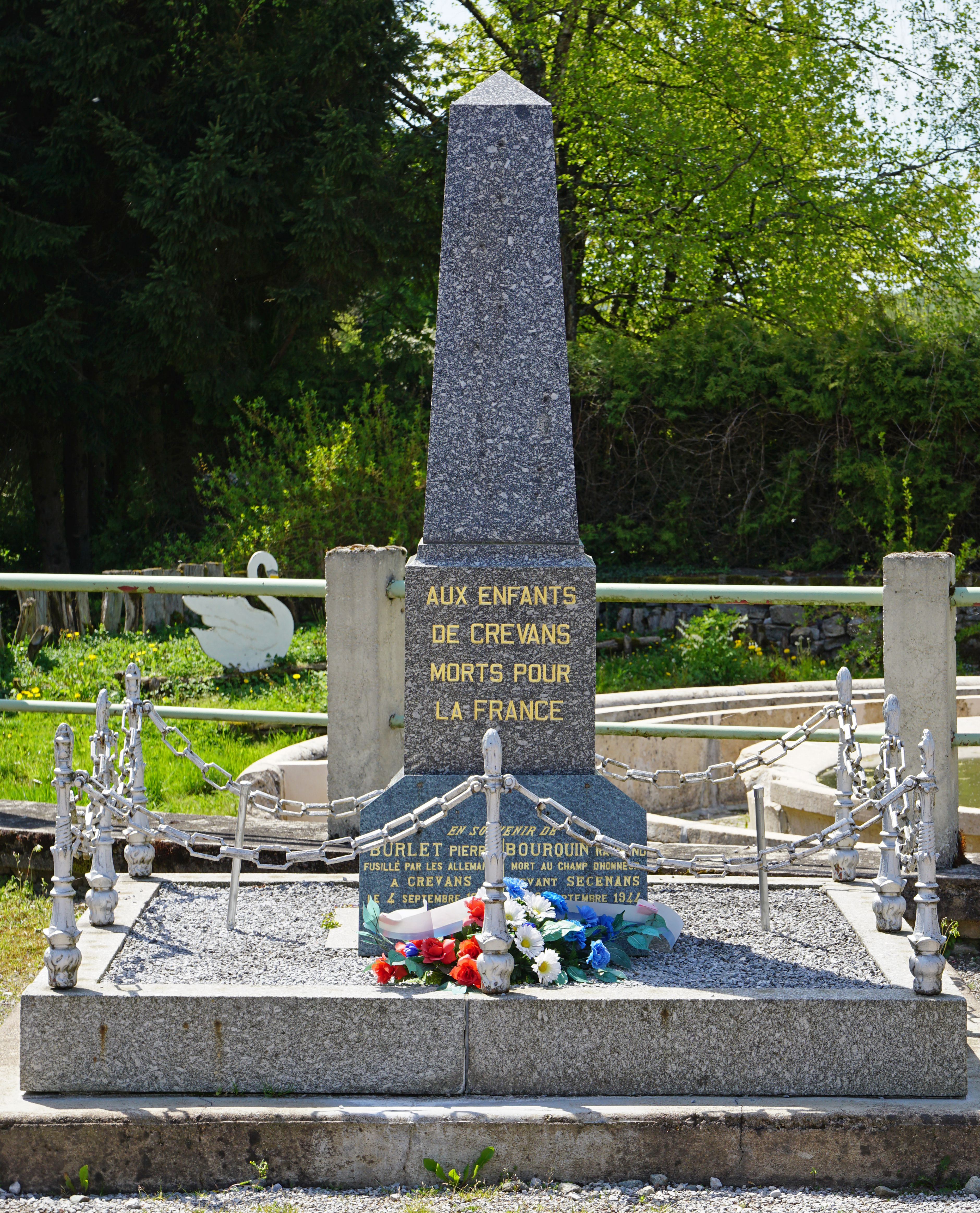
Monument aux morts.
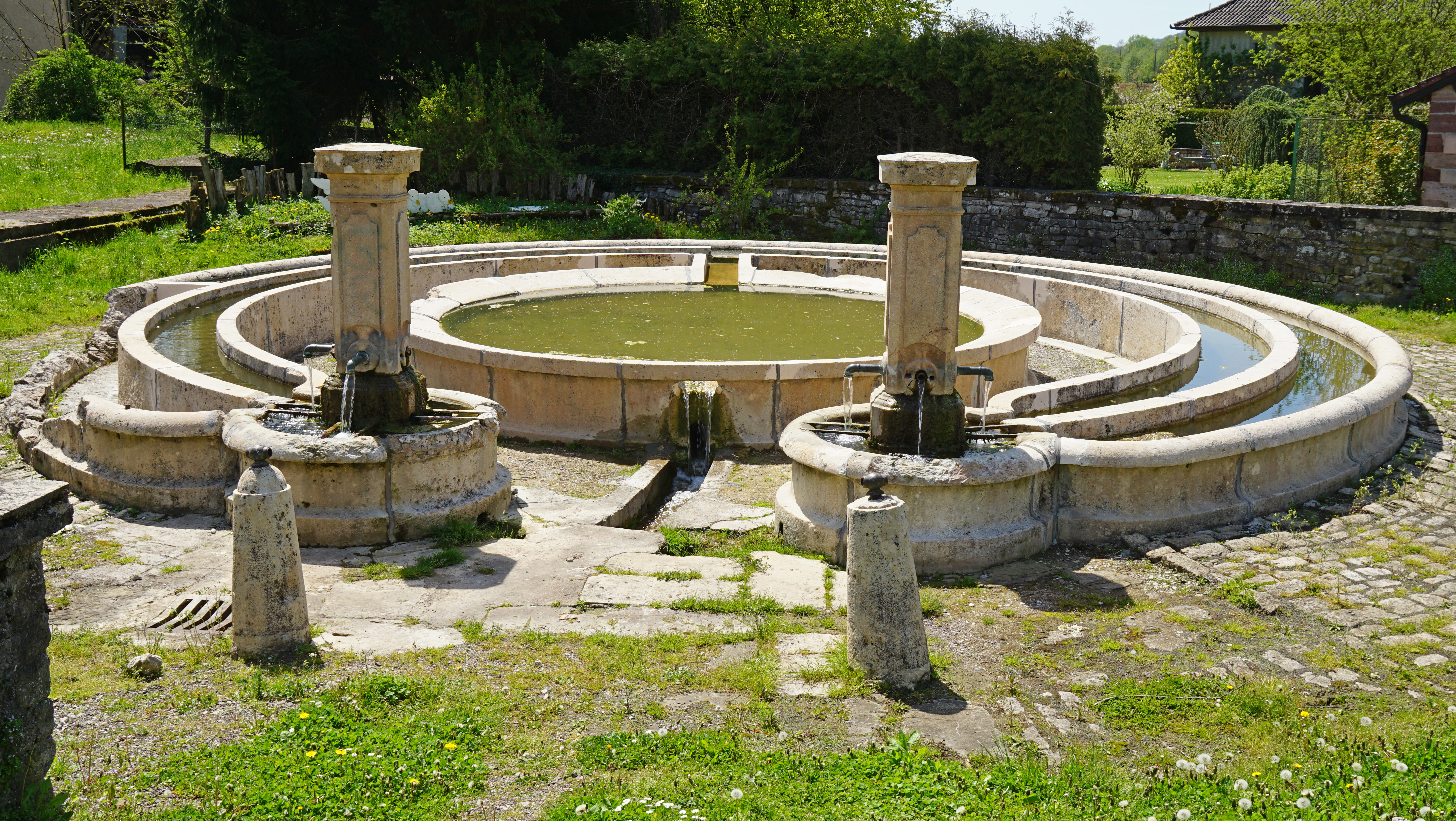
La fontaine.
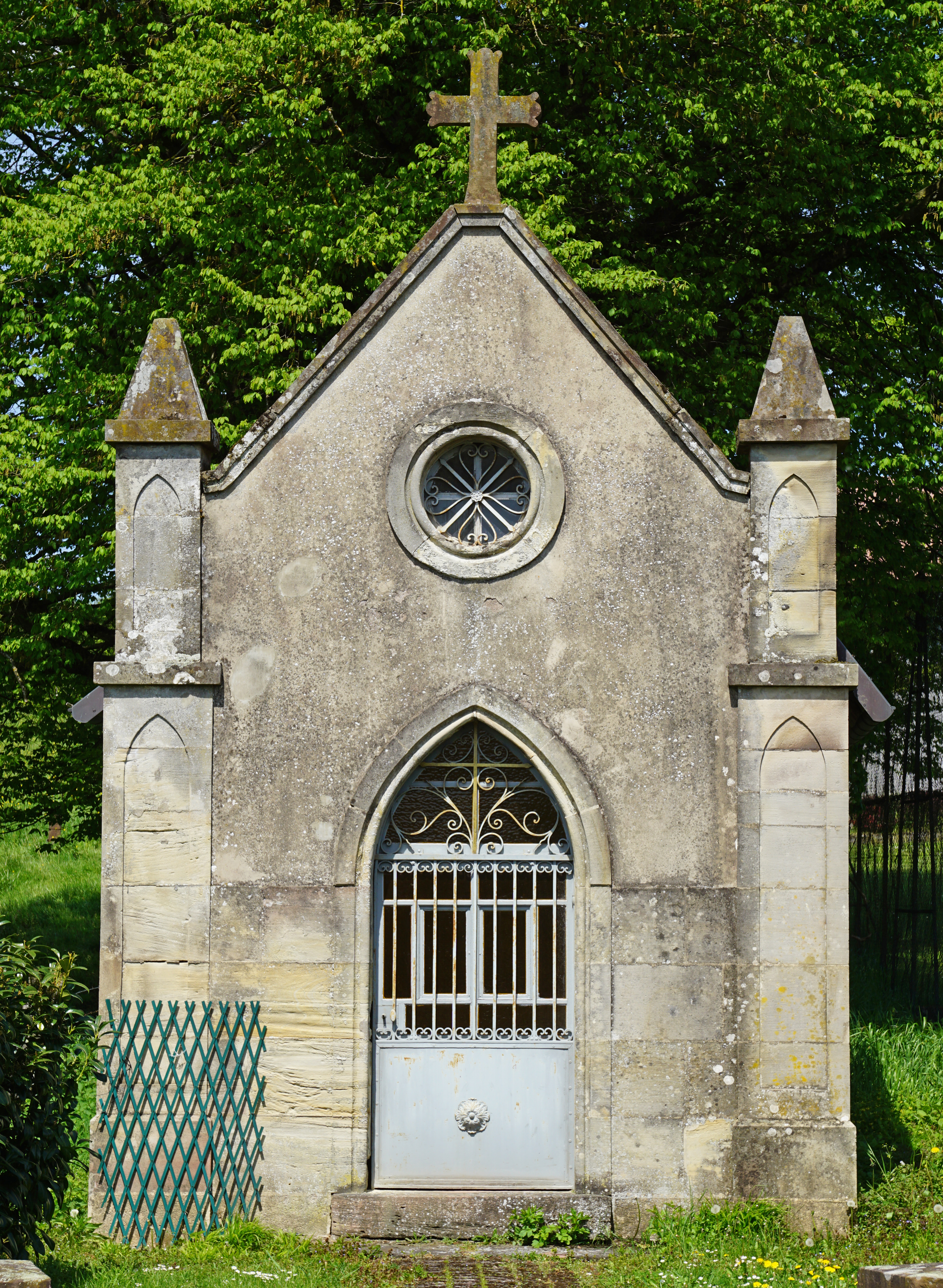
La chapelle.

### Héraldique
| Blason de Crevans-et-la-Chapelle-lès-Granges | Blason  | D'azur à deux chevrons d'or.                     |
| Blason de Crevans-et-la-Chapelle-lès-Granges | Détails | Le statut officiel du blason reste à déterminer. |